# Chrétien-Frédéric Schwan
Pour les articles homonymes, voir Schwan.
Chrétien-Frédéric Schwan (Christian Friedrich Schwan), né le 12 décembre 1733 à Prenzlau et mort le 29 juin 1815 à Heidelberg, était un éditeur et libraire prussien.

## Biographie
Le père de Chrétien-Frédéric Schwan, Ananias, tient un petit commerce de librairie et de reliure à Prenzlau.
Schwan a étudié de 1751 à 1753 la théologie à Halle (Saale) et Jena. En 1758, il fut correcteur à l'Académie de Saint-Pétersbourg. En 1762, il était auditeur dans le régiment du général Georges-Louis de Schleswig-Holstein-Gottorp, l'année suivante, au service de la Prusse. Après des séjours aux Provinces-Unies et à Francfort, il épousa en 1765, la fille d'un libraire, nommé Johann Georg Esslinger, de Mannheim dont il reprit la filiale dans cette ville.
La librairie et la maison d'édition de Schwan ont été un centre culturel à Mannheim, fréquentés par des personnalités comme Lessing, Goethe, Schubart, Lenz, Wieland, Herder et Sophie de La Roche. En 1780, il s'associe avec son apprenti Godefroy-Chrétien Götz (v.1750-1803), fils du pasteur et poète anacréontique Johann Nikolaus Götz, et à partir de 1786, ils publient sous le nom « Schwan und Götz ».
En 1785, Schiller lui a écrit pour demander la main de sa fille, Anne-Marguerite (1766-1796) ; Schwan a poliment refusé. Elle épousera Godefroy-Chrétien Götz.
Schwan avait des liens étroits avec le théâtre de Mannheim : il a recommandé Schiller au directeur Wolfgang Heribert von Dalberg, et sa pièce Les Brigands, qui y eut sa première en 1782. La première édition d'autres œuvres de Schiller, comme La Conspiration de Fiesco à Gênes en 1783 et Cabale et Amour en 1784, s'est faite chez Schwan, qui considérait Schiller comme « le plus fiable de ses amis à Mannheim. ». En 1794, Schwan quitte Mannheim, en raison de la guerre avec la France révolutionnaire ; il a vécu ensuite à Heilbronn, Dijon et finira ses jours à Heidelberg, où il aura ouvert une filiale de sa maison d'édition en 1805. 

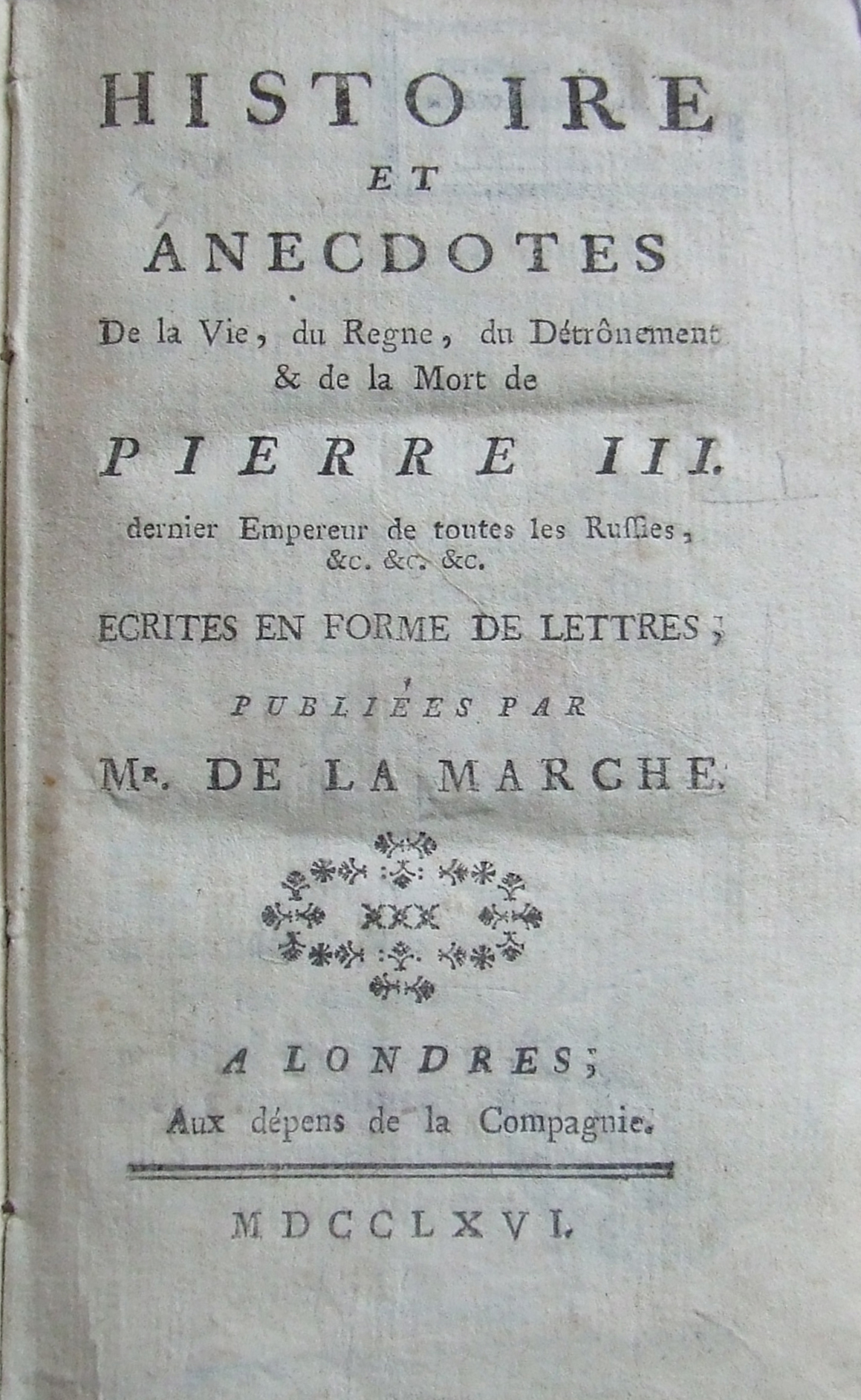
Ch.-Fr. Schwan. Histoire de Pierre III ; dernière édition de 1766.

En 1764, Schwan a publié à La Haye, sous le pseudonyme de M. de la Marche, Anecdotes russes ou lettres d'un officier allemand, qui, l'année suivante, en allemand, fut publiée à Francfort. Un Dictionnaire franco-allemand est publié entre 1782 et 1798, à Manheim. Schwan publia encore  Abbildungen aller weltlichen u. geistlichen Orden (Mannheim, 1779) et Abbildungen derjenigen Orden, welche eine eigene Ordenskleidung haben (Mannheim, 1791).

## Les dictionnaires de Schwan
- Nouveau dictionnaire de la langue allemande et françoise, 2 vol., Mannheim, 1782-1784 ; version abrégée :  Nouveau dictionnaire de la langue allemande et françoise. Extrait de son grand dictionnaire, 2 vol., Ludwigsburg, 1799-1800.
- Nouveau dictionnaire de la langue françoise et allemande, 4 vol. et un Supplément en 1 vol., Mannheim 1787-1798 ; version abrgée : Nouveau dictionnaire de la langue françoise et allemande. Extrait de son grand dictionnaire, 2 vol., Tübingen, 1802-1804.
- Dictionnaire abrégé et portatif allemand-français à l'usage des commençans et des écoles. Suivi d’un petit vocabulaire français-allemand, Mannheim, 1809.
- Wörterbuch der deutschen und französischen Sprache nach dem Wörterbuche der französischen Akademie und dem Adelungischen : Französisch-Deutscher Teil, 2 vol., Offenburg et Francfort, 1810 ; Allemand-Français, 2 vol., Offenburg et Francfort, 1811.

## ISNI
- ISNI : 0000 0000 6652 5732[1]